# Marca Oriental (nazismo)
Marca Oriental (em alemão: Ostmark) foi uma subdivisão da Alemanha Nazista criada após 12 de março de 1938, com a anexação da Áustria e sua extinção como Estado independente. Existiu até 1942, quando foi trocada pelos Territórios dos Alpes e Danúbio (em alemão: Alpen-und Donau-Reichsgaue). Já em março de 1938, os alemães começaram a arianizar ricos austríacos de origem judaica, na chamada fase "selvagem" (ou seja, extra oficial), que em pouco tempo foi estruturada legal e burocraticamente para despojar os cidadãos judeus de quaisquer bens que possuíssem.